# 吉姆·哈博
詹姆斯·约瑟夫·哈博（James Joseph Harbaugh，1963年12月23日—），美式橄榄球教练、前四分卫，通称吉姆·哈博。他执教过多支NFL和大学橄榄球队，曾带领旧金山49人打进过第四十七屆超級盃，带领密西根大学狼獾队夺得2023赛季季后赛全国冠军。他的兄弟约翰·哈博也是NFL教练。

## 生平

### 早年
吉姆·哈博和约翰·哈博出生于俄亥俄州托莱多，父亲杰克·哈博是橄榄球教练。吉姆·哈博于1982年入学密歇根大学，在校队打四分卫位置。他于大二赛季为三号四分卫，从大三赛季起获得首发位置。他在大五赛季入围海斯曼奖候选，在最后投票中位列第三。吉姆·哈博于1986年获得密歇根大学传播学学士。

### NFL球员生涯
吉姆·哈博参加了1987年NFL选秀，在第1轮第26顺位被芝加哥熊选中。他为芝加哥熊从1987赛季效力至1993赛季，共首发15场比赛，出战战绩为35胜30负。1994赛季，他转会至印第安纳波利斯小马。1995赛季，他带队打入美联决赛，但在最后时刻惜败于匹兹堡钢人。他还因为当赛季打出的三场逆转胜利，获得了“逆转队长”的绰号。1997赛季，他在电视台拳打了刚退役的四分卫吉姆·凯利，凯利躲开了这一拳，但吉姆·哈博却弄断了手骨并缺席了3场比赛。小马在1997赛季表现糟糕，战绩仅3胜13负，但也因此得到了1998年状元签，并用之选到了未来的球队栋梁佩顿·曼宁。
吉姆·哈博在1997赛季结束后被小马交易，随后先后在巴尔的摩乌鸦、圣迭戈闪电和卡罗莱纳黑豹短暂地打过球。在2001赛季后结束了自己的NFL球员生涯。回顾其NFL生涯，共出战177场比赛，其中140场首发，完成129次达阵。

### 教练生涯
吉姆·哈博的父亲杰克·哈博曾长期担任西肯塔基大學校队教练，并在2002年拿到了I-AA级别冠军（相当于之后的FCS级别，即第二级），吉姆·哈博在这期间经常协助父亲招募新生、举办春训并筹集资金。
吉姆·哈博退役后也转向教练工作，先是在奥克兰突袭者教练组工作。2004年，他从NFL前往大学橄榄球届，就任I-AA级别的聖地牙哥大學校队主教练。在其三年的执教中，聖地牙哥大學获得了29胜6负的战绩。2007年，吉姆·哈博前往斯坦福大学，接手了上赛季1胜11负的校队（I-A级别，相当于之后的FBS级别，即最高级）。在其执教斯坦福的首个赛季，即带队在客场爆冷击败了全国排名领先并已经35场主场连胜的南加州大学。2010赛季，他率队常规赛11胜1负，并在橘子碗击败弗吉尼亚理工大学夺冠，取得了斯坦福大学14年来的首个碗赛胜利。
2011年，吉姆·哈博签约成为旧金山49人主教练，重返NFL。在其执教的第二赛季，即2012赛季，旧金山49人打入第四十七屆超級盃对阵巴尔的摩乌鸦，而乌鸦队的主教练正是他的兄弟约翰·哈博，最终49人输掉比赛未能夺冠。2013赛季起，吉姆·哈博和49人管理层的裂痕越来越大，最终于2014年底离开49人。吉姆·哈博执教49人的四年中共取得了5场季后赛胜利，比球队之前15年的总和都多。
2015赛季，吉姆·哈博重回大学橄榄球，执起密西根大学狼獾队的教鞭。吉姆·哈博深入美国南方腹地和西部地区，为密西根大学招募新生球员。在其执教的前期阶段，密西根总体战绩良好，但频频输掉对阵死敌（诸如俄亥俄州立和密歇根州立）的关键比赛。从2021赛季起，密西根开启了新时代，对阵俄亥俄州立3年3连胜，在3年皆打入季后赛，更是于2023赛季赢下了季后赛全国冠军。
2024年，在率领密西根大学夺得全国冠军后，吉姆·哈博重返NFL，执教洛杉矶闪电。